# Raschau-Markersbach

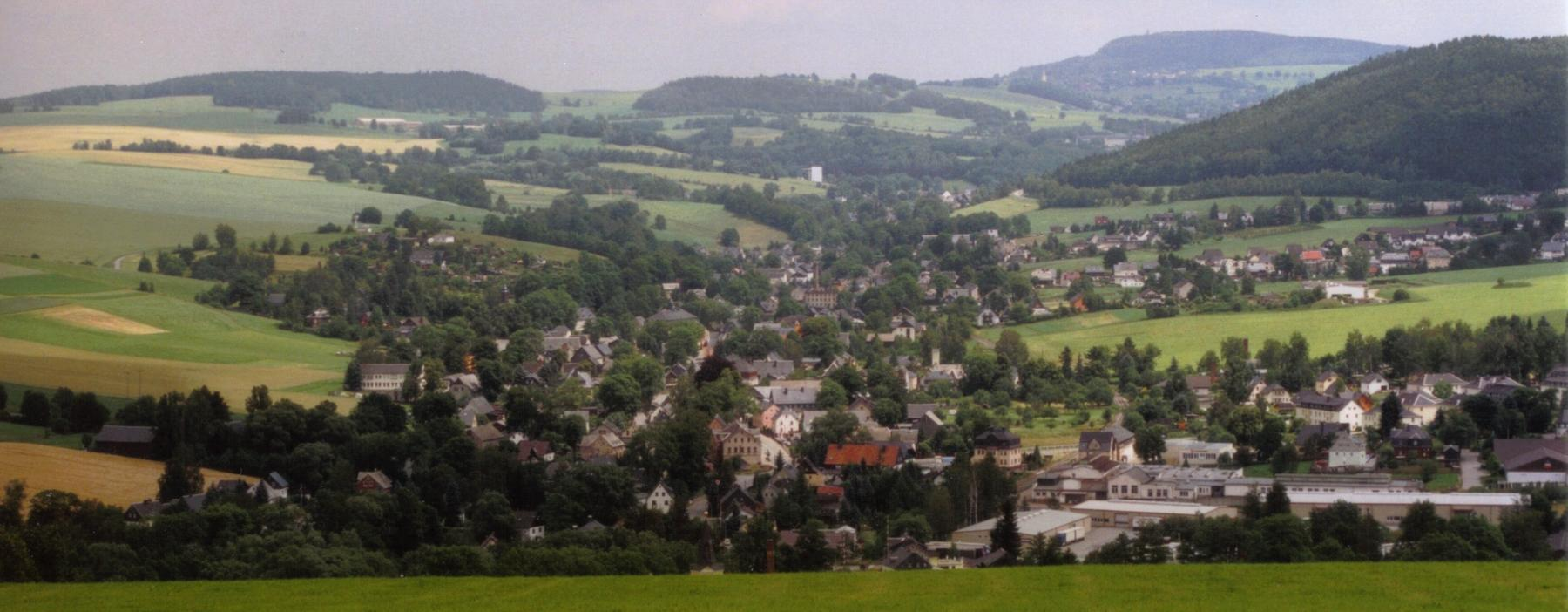
Blick von Grünstädtel auf das Mittweidatal

Raschau-Markersbach ist eine Gemeinde im sächsischen Erzgebirgskreis, die am 1. Januar 2008 durch den Zusammenschluss der Gemeinden Raschau und Markersbach gebildet wurde.

## Geographie
Die Gemeinde im Westerzgebirge liegt an den Bächen Große Mittweida und Pöhlwasser und den Erhebungen Hundsmarterrücken, auf dem sich das Oberbecken des Pumpspeicherwerks Markersbach befindet, Emmler und Schafberg.

### Gemeindegliederung
Die Gemeinde Raschau-Markersbach besteht aus den Ortsteilen:
- Raschau, bestehend aus den Ortslagen
  - Raschau und
  - Langenberg
- Markersbach, bestehend aus den Ortslagen
  - Markersbach
  - Mittweida mit Obermittweida und
  - Unterscheibe

Dabei bilden nur Raschau und Markersbach in ihren bis 2007 bestehenden Grenzen eigene Ortschaften. Die anderen Ortsteile waren zu diesem Zeitpunkt bereits in eine der beiden früheren Gemeinden eingemeindet.

### Nachbargemeinden
Im Norden grenzen die Städte Grünhain-Beierfeld und Elterlein an die Gemeinde, im Osten die Stadt Scheibenberg und die Gemeinde Crottendorf, im Südosten die Stadt Oberwiesenthal, im Süden die Gemeinde Breitenbrunn/Erzgeb. und im Westen die Große Kreisstadt Schwarzenberg.

## Geschichte
Nach langwierigen Kontroversen wurden im Laufe des Jahres 2007 die notwendigen Beschlüsse zur Auflösung der Verwaltungsgemeinschaft Raschau-Markersbach-Pöhla gefasst. Die Vereinbarung zur Fusion der beiden Gemeinden Raschau und Markersbach wurde nach der notwendigen Legitimation durch Gemeinderatsbeschlüsse am 26. Oktober 2007 durch die beiden amtierenden Bürgermeister Henry Solbrig und Manfred Meyer unterzeichnet.
Raschau-Markersbach gehört (begünstigt durch das Pumpspeicherwerk Markersbach) zu den sächsischen Gemeinden mit den höchsten Gewerbesteuereinnahmen. Durch das Sächsische Finanzausgleichsgesetz von 2008 wurden der Gemeinde die Zuweisungen des Freistaats Sachsen gestrichen. Per Bescheid vom 2. Januar 2009 muss die Gemeinde zudem eine jährliche Finanzumlage in Höhe von 1,7 Millionen Euro an ärmere Gemeinden bezahlen. Die eigenen Schulden in Höhe von rund 7 Millionen Euro finden keine Berücksichtigung. Neben 19 anderen betroffenen Gemeinden beteiligt sich die Gemeinde an einer Klage gegen den Finanzausgleich; dabei werden sie durch den früheren sächsischen Innenminister Klaus Hardraht anwaltlich vertreten. Die Klage wurde im Januar 2010 abgewiesen.
Im Februar 2009 wurden mit dem Scheibenberger Bürgermeister Wolfgang Andersky Gespräche über die Bildung einer Großgemeinde aufgenommen, der neben Raschau-Markersbach auch Scheibenberg und Schlettau angehören sollen.
Am 3. April 2014 hat ein Gewitter aus Starkregen eine Schlammlawine ausgelöst und beschädigte dabei mehrere Straßen. Der Schlamm bahnte sich auf einer Länge von 300 Metern seinen Weg durch den Ort, wodurch mindestens zehn Häuser durch Schlamm und Wasser beschädigt wurden. Bereits 2001, 2002 und 2008 wurden Ortsteile, durch Hochwasser und Schlammlawinen beschädigt.

## Politik

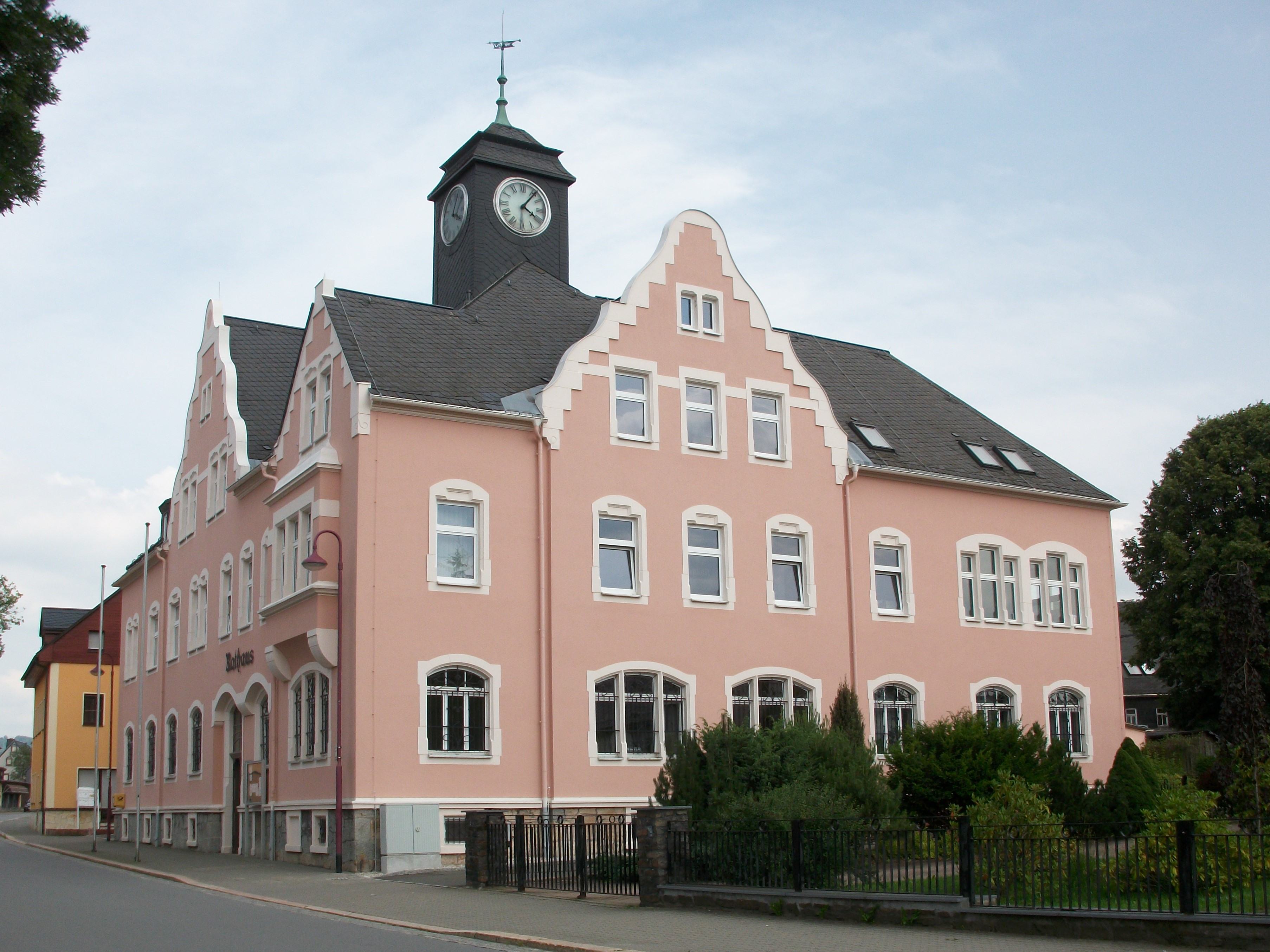
Rathaus Raschau-Markersbach in Raschau

### Gemeinderat
Ab dem Zusammenschluss zur Gemeinde Raschau-Markersbach setzte sich der Gemeinderat aus den bisherigen 13 Raschauer und elf Markersbacher Gemeinderäten zusammen, die zudem in ihrer bisherigen Zusammensetzung als Ortschaftsräte fungierten. Mit der Gemeinderatswahl vom 7. Juni 2009 verringerte sich die Anzahl der Sitze im Gremium gemäß der Bestimmungen der Sächsischen Gemeindeordnung auf 16, Ortschaftsräte wurden nicht gewählt.
Seit der Gemeinderatswahl am 9. Juni 2024 verteilen sich die 16 Sitze des Gemeinderates folgendermaßen auf die einzelnen Gruppierungen:
- Bürgergemeinschaft Raschau-Markersbach (BG RM): 6 Sitze
- CDU: 5 Sitze
- Freie Wählergemeinschaft Raschau-Markersbach (FWG): 4 Sitze
- LINKE: 1 Sitz

| Gemeinderat ab 2024Insgesamt 16 Sitze - Linke: 1 - BG RM: 6 - FW RM: 4 - CDU: 5 | Liste                                        | 2024   | 2024   | 2019   | 2019   | 2014   | 2014   |
| Gemeinderat ab 2024Insgesamt 16 Sitze - Linke: 1 - BG RM: 6 - FW RM: 4 - CDU: 5 | Liste                                        | Sitze  | in %   | Sitze  | in %   | Sitze  | in %   |
| Gemeinderat ab 2024Insgesamt 16 Sitze - Linke: 1 - BG RM: 6 - FW RM: 4 - CDU: 5 | Bürgergemeinschaft Raschau-Markersbach       | 6      | 35,7   | 4      | 24,2   | 4      | 23,1   |
| Gemeinderat ab 2024Insgesamt 16 Sitze - Linke: 1 - BG RM: 6 - FW RM: 4 - CDU: 5 | CDU                                          | 5      | 30,8   | 6      | 35,1   | 7      | 42,5   |
| Gemeinderat ab 2024Insgesamt 16 Sitze - Linke: 1 - BG RM: 6 - FW RM: 4 - CDU: 5 | Freie Wählergemeinschaft Raschau-Markersbach | 4      | 26,7   | 5      | 30,3   | 3      | 18,5   |
| Gemeinderat ab 2024Insgesamt 16 Sitze - Linke: 1 - BG RM: 6 - FW RM: 4 - CDU: 5 | Linke                                        | 1      | 6,8    | 1      | 10,4   | 2      | 13,7   |
| Gemeinderat ab 2024Insgesamt 16 Sitze - Linke: 1 - BG RM: 6 - FW RM: 4 - CDU: 5 | FDP                                          | –      | –      | –      | –      | –      | 2,2    |
| Gemeinderat ab 2024Insgesamt 16 Sitze - Linke: 1 - BG RM: 6 - FW RM: 4 - CDU: 5 | Wahlbeteiligung                              | 69,6 % | 69,6 % | 63,8 % | 63,8 % | 51,8 % | 51,8 % |

### Bürgermeister
Die Bürgermeister von Raschau und Markersbach wurden zum Ende des Jahres 2007 in den Ruhestand versetzt. Bis zum 31. Juli 2008 fungierte der bisherige Markersbacher Bürgermeister Manfred Meyer (CDU) als Amtsverweser. Bei der Bürgermeisterwahl am 8. Juni 2008 konnte er sich mit 62,9 % der gültigen Stimmen gegen seine vier Mitbewerber durchsetzen und hat sein Amt am 1. August des Jahres angetreten. Am 1. August 2015 hat sein Nachfolger Frank Tröger (Freie Wähler Raschau-Markersbach) das Amt übernommen.

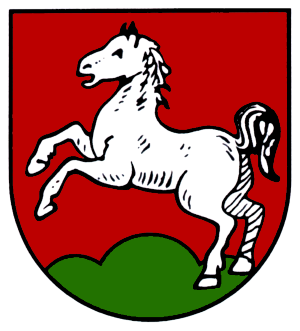
Raschau
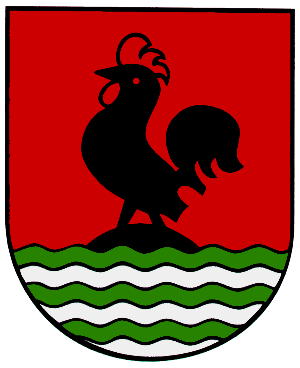
Markersbach

| Wahl        | Bürgermeister | Vorschlag | Wahlergebnis (in %) |
| ----------- | ------------- | --------- | ------------------- |
| 2022        | Frank Tröger  | FWG Ra-Ma | 51,6                |
| 2015        | Frank Tröger  | FWG Ra-Ma | 56,0                |
| 2008        | Manfred Meyer | CDU       | 62,9                |
| Neugründung |               |           |                     |

- Raschau
- Markersbach

### Wappen
Ein Gemeindewappen ist bisher nicht festgelegt worden. Das Wappen des Ortsteils Raschau zeigt in Rot auf grünem Dreiberg ein nach heraldisch rechts springendes silbernes Pferd. Das Markersbacher Wappen zeigt einen auf Wasser stehenden Hahn in rotem Feld. Der Hahn ist dem Ortssiegel des Ortsteils Mittweida entnommen.

### Partnerschaften
Die bestehenden Städtepartnerschaften werden laut Fusionsvertrag fortgeführt. Partnergemeinden sind:
- Oberviechtach in der Oberpfalz, seit 1990
- Markt Obernzenn

## Kultur und Sehenswürdigkeiten

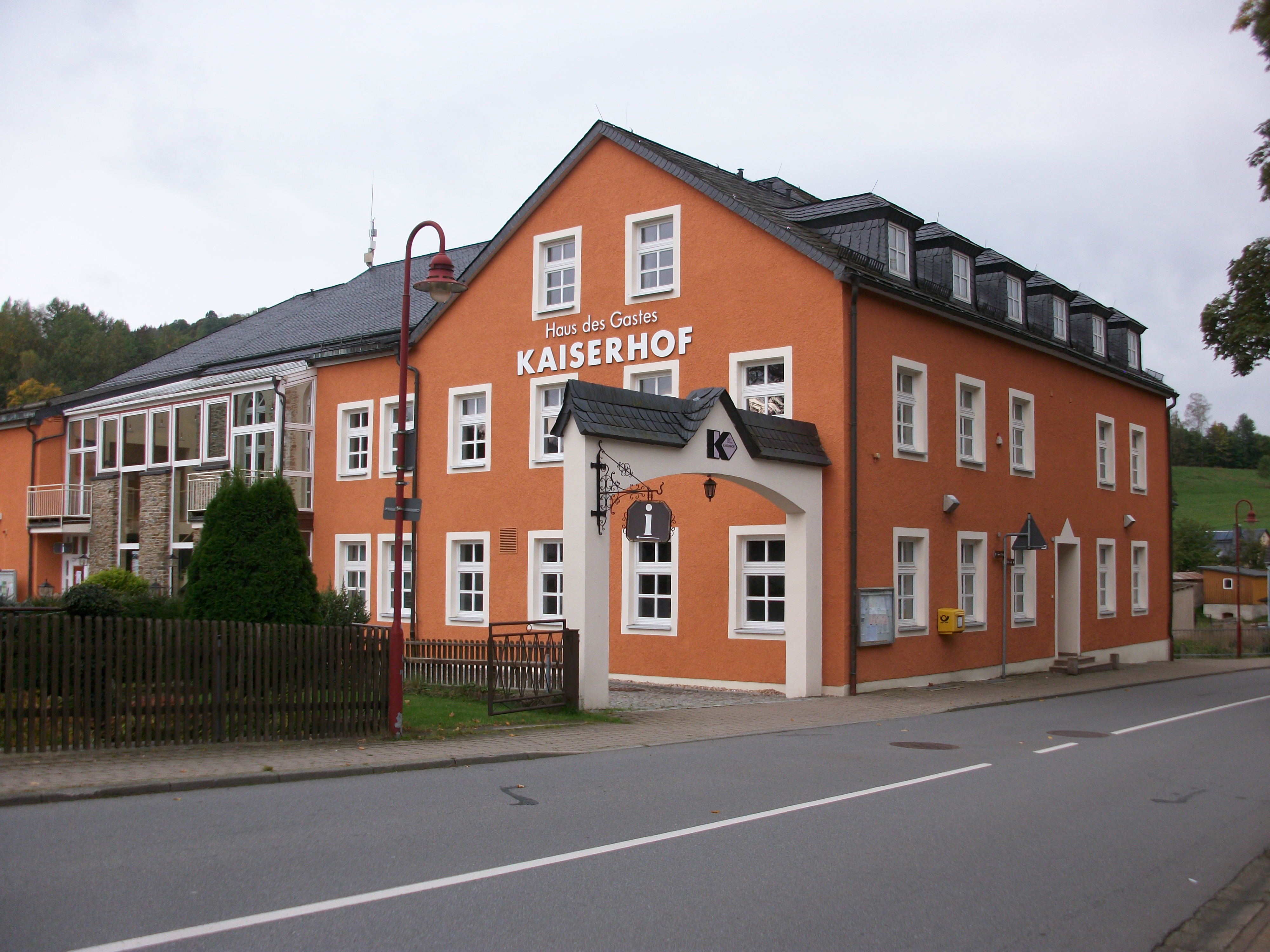
Haus des Gastes Kaiserhof Markersbach

### Bauwerke
- Allerheiligenkirche Raschau
- St.-Barbara-Kirche Markersbach

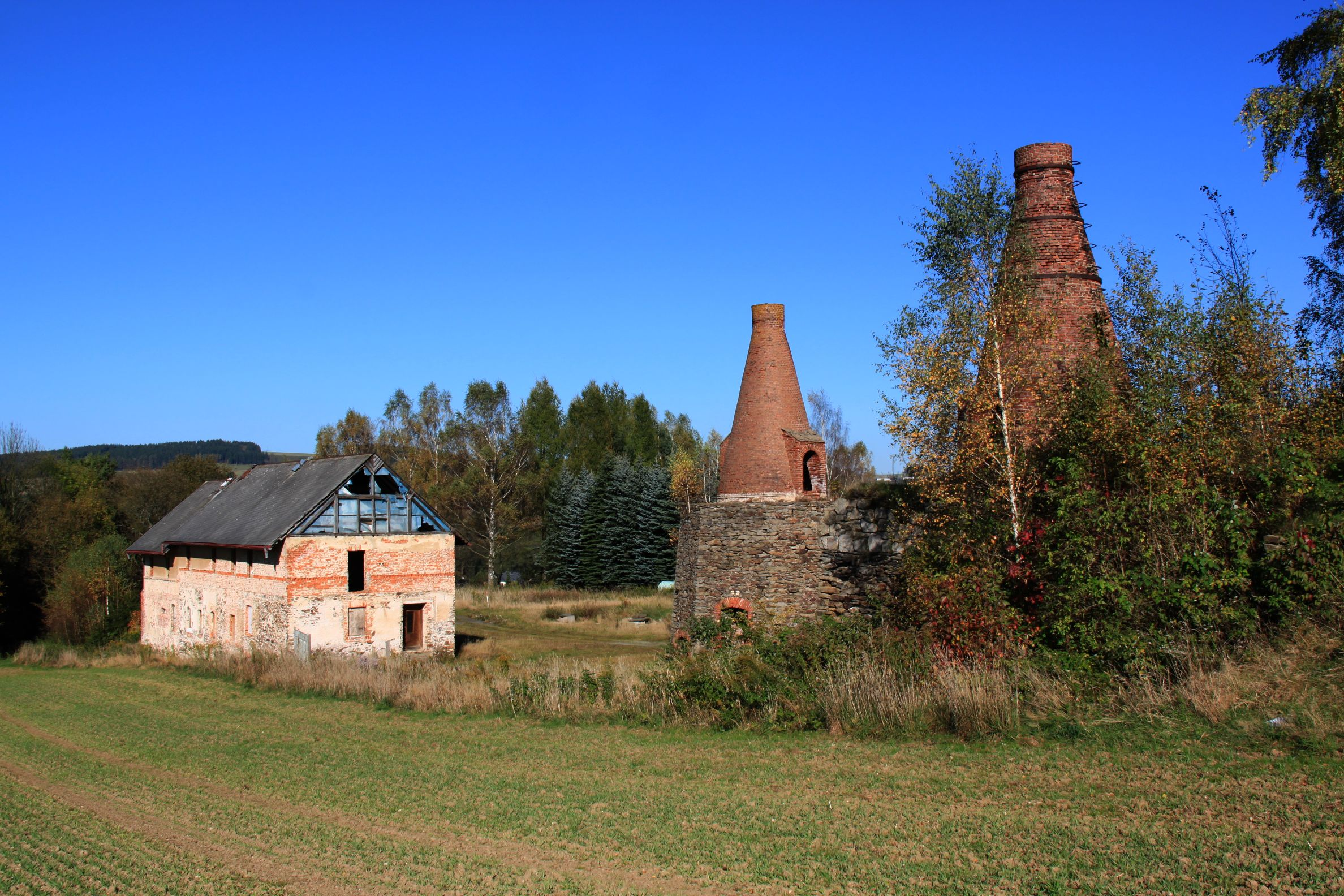
Ruine des Kalkwerks Langenberg

- Bauernhäuser in Fachwerkbauweise, das älteste von 1687
- zwei Kalköfen eines ehemaligen Kalkwerkes aus dem 19. Jahrhundert in Langenberg
- Pumpspeicherwerk Markersbach mit seinen beiden künstlich angelegten Wasserbecken, dem Unterbecken und dem Oberbecken
- Markersbacher Viadukt (37 m hoch), genannt Streichholzbrücke, an der Bahnstrecke Annaberg-Buchholz–Schwarzenberg

### Naturschutz
- Siehe auch: Liste der Naturdenkmale in Raschau-Markersbach

### Sport
- SV Mittweidatal 06 Raschau-Markersbach e. V. mit den Abteilungen Fußball, Handball, Volleyball, Frauenturnen, Radsport, Ski und Kegeln
- LSV Blau-Weiß Langenberg e. V. mit Abteilung Fußball, Pop-Gymnastik und Wandern

## Wirtschaft und Infrastruktur

### Verkehr

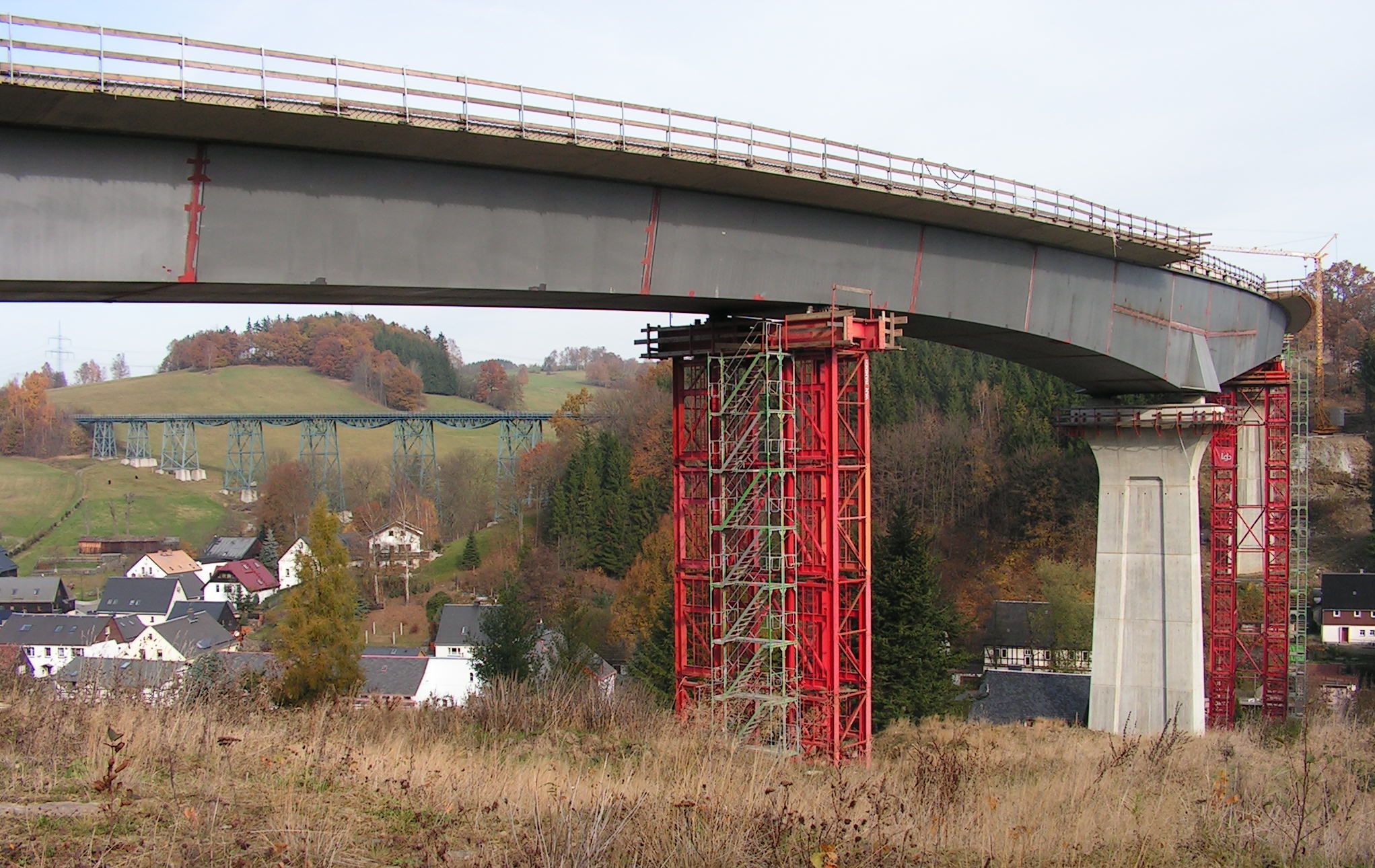
Blick durch die in Bau befindliche Brücke der Ortsumgehung Markersbach auf das Markersbacher Viadukt (2009)

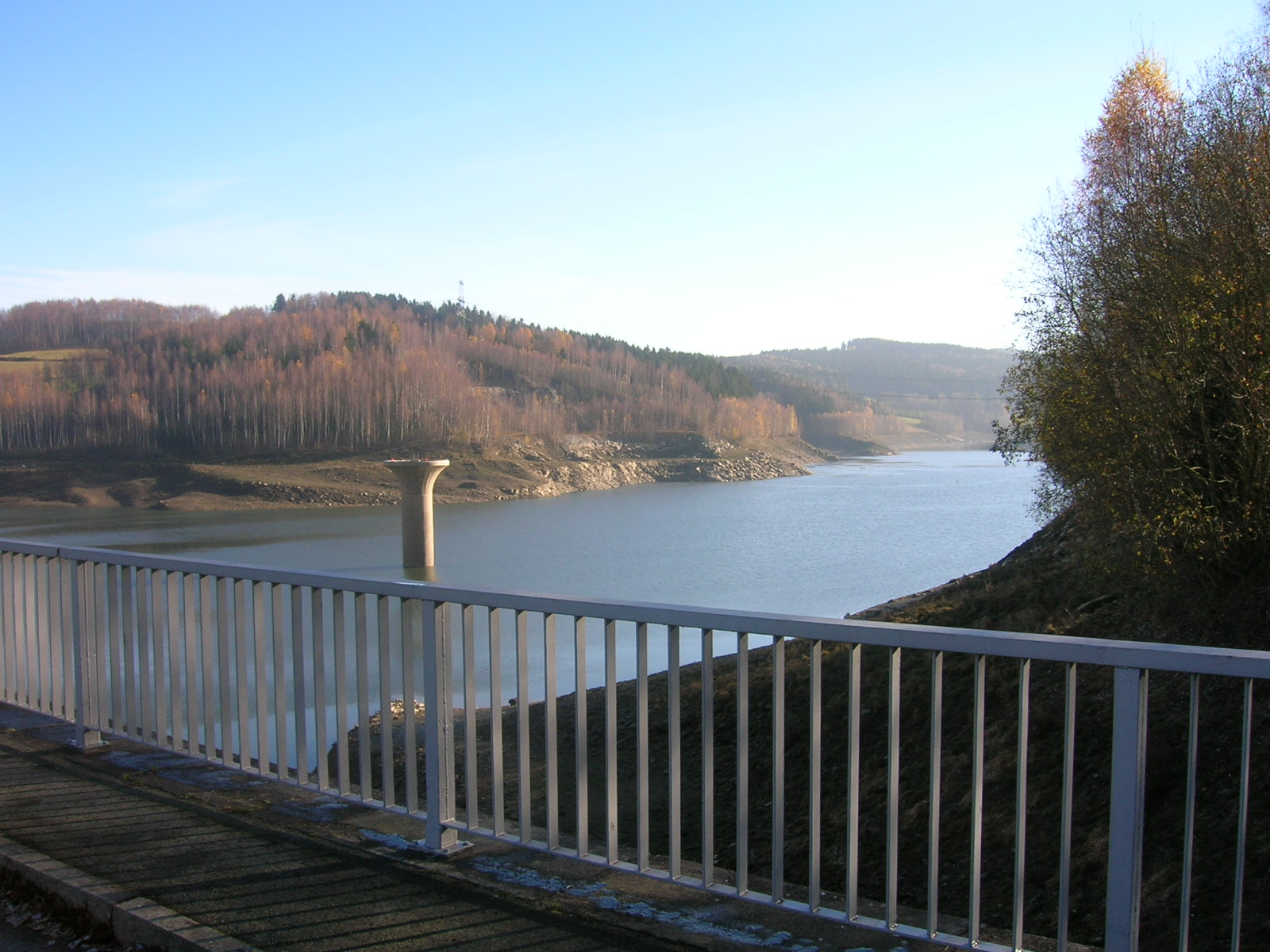
Das Untere Staubecken des Pumpspeicherwerks Markersbach

Die Gemeinde Raschau-Markersbach liegt an der Bundesstraße 101. Im Ortsteil Markersbach wurde zwischen Oktober 2005 und Mai 2011 eine 1,7 km lange Teilortsumgehung errichtet, die die Ortslage vom Durchgangsverkehr entlasten soll. Herzstück ist eine 44 m hohe und 317 m lange Betonbrücke mit zwei Stahlbetonhohlpfeilern über das Tal der Mittweida. Im Bauverlauf ergaben sich mehrfach Schwierigkeiten mit dem zu überwindenden bergigen Gelände. Im Oktober 2006 rutschte ein tief ins Gelände eingekerbter Hang an der geplanten Ostanbindung der Brücke ab, so dass langwierige Sicherungsmaßnahmen und Neigungsänderungen durchgeführt werden mussten. Im Juli 2007 stieß man beim Ausheben der Grube für das Fundament eines der beiden Brückenpfeiler auf Altbergbau, sodass eine umfangreiche Stabilisierung des Bauuntergrunds erforderlich wurde. Auch die alljährlichen überraschend aufgetretenen Wintereinbrüche behinderten laut der offiziellen Kommunikation des Straßenbauamts Plauen die Fertigstellung. Die Baukosten der Ortsumgehung waren ursprünglich mit 13 Millionen € veranschlagt, betrugen aber letztlich etwa 25 Millionen €. Die Fertigstellung des Projekts war ursprünglich für November 2007 avisiert. Bis zur Verkehrsfreigabe am 16. Mai 2011 ergab sich somit ein Bauverzug von insgesamt dreieinhalb Jahren.
Am 1. Dezember 1889 erhielten Raschau und Markersbach Anschluss an die Bahnstrecke Annaberg-Buchholz–Schwarzenberg, die jedoch am 27. September 1997 für den Personenverkehr eingestellt worden ist. Zur Überwindung des großen Höhenunterschieds im Ortsteil Markersbach führt die Eisenbahntrasse in weitem Bogen durch die Gemeinde. Zudem sind 3 Brücken zur Überbrückung von Talkerben notwendig, darunter das bekannte 37 m hohe Markersbacher Viadukt. Auf der Strecke verkehrt seit 2009 an mehreren Wochenenden im Jahr die Erzgebirgische Aussichtsbahn. Die Anbindung an den Öffentlichen Nahverkehr wird durch verschiedene Buslinien der Regionalverkehr Erzgebirge GmbH gewährleistet. Die nächsten Bahnhöfe befinden sich in Schwarzenberg und Annaberg-Buchholz.

### Wirtschaftsunternehmen
Die wichtigsten Industrieunternehmen der Gemeinde sind:
- Pumpspeicherwerk Markersbach (betrieben durch Vattenfall)
- Beringer Behälter GmbH

Daneben existiert eine Vielzahl an Handwerks- und Familienunternehmen in der Gemeinde.

### Bildung

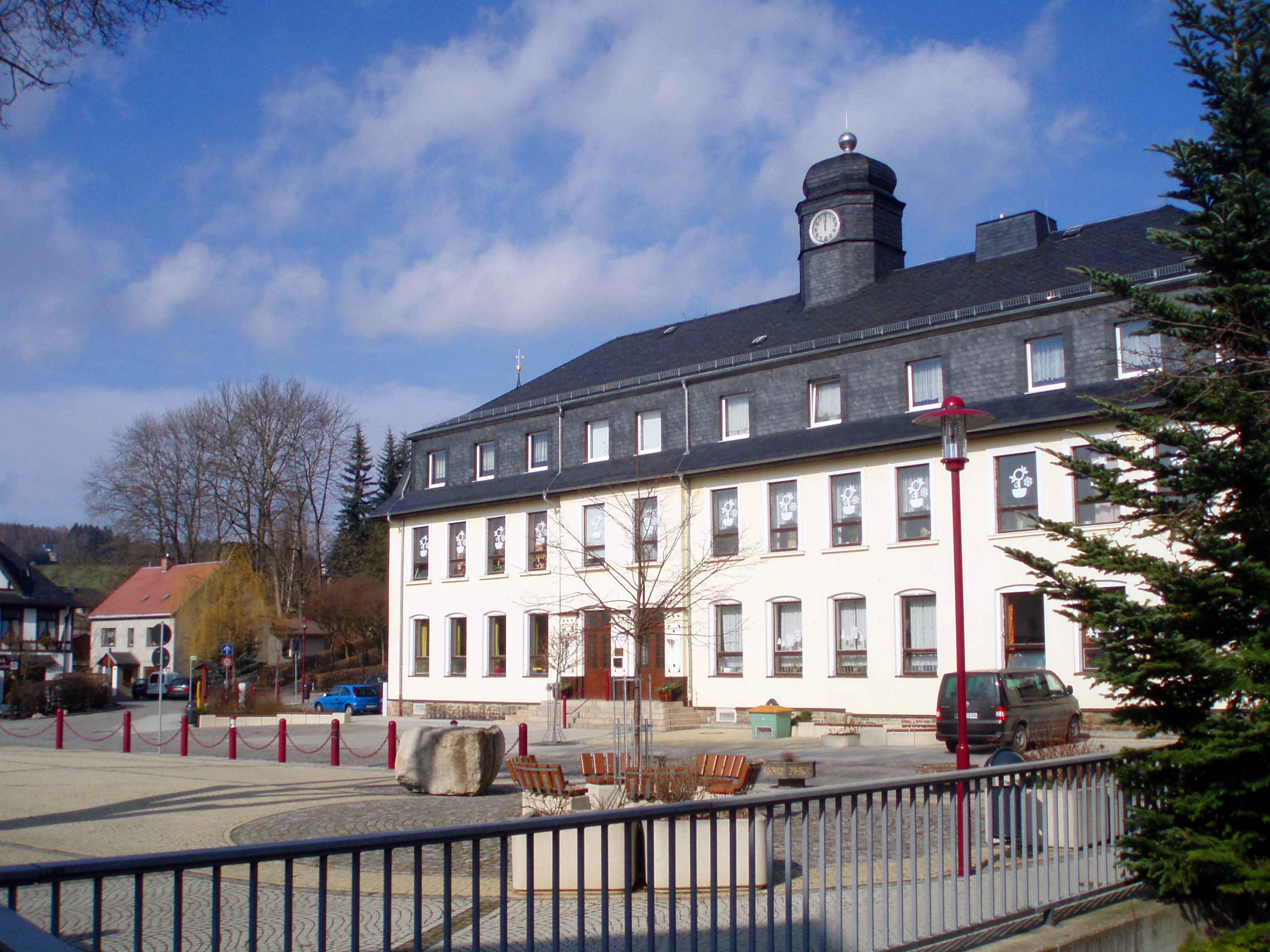
Grundschule Raschau vor dem Umbau

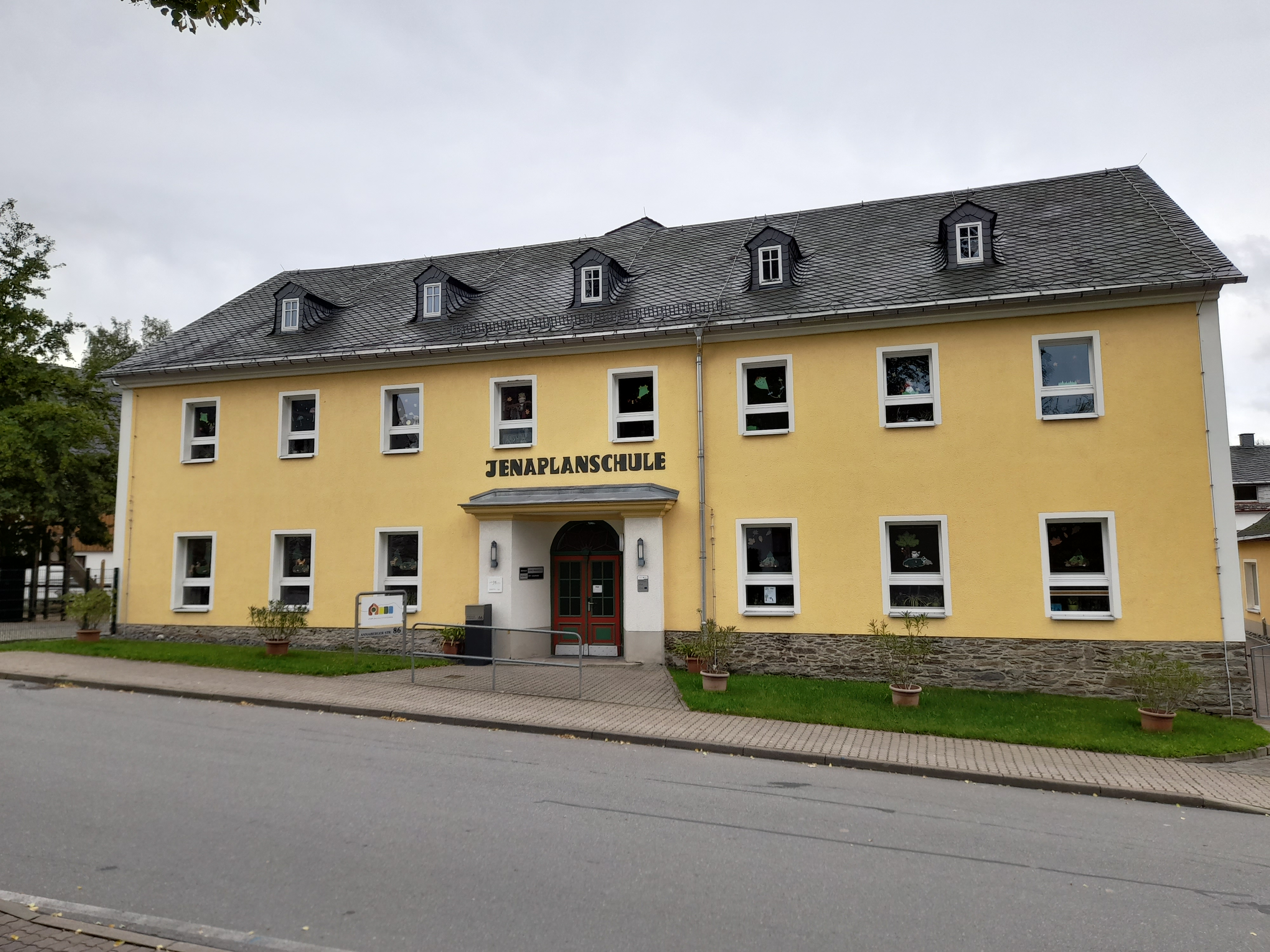
Jenaplanschule Markersbach, Haus I

Das Schulwesen in Raschau und Markersbach wurde durch das Einsetzen von Schullehren im 16. Jahrhundert begründet. Erst um 1840 erfolgte eine Erweiterung des Schulamts in beiden Orten auf einen Mädchen- und Knabenlehrer. Die Industrialisierung und die damit verbundene rasante Bevölkerungsentwicklung machten die Anstellung weiterer Lehrer notwendig. Das Schulgebäude in Raschau stammt aus dem Jahr 1883. 1973 wurde die erweiterte Schule in Clara-Zetkin-Oberschule umbenannt. Heute ist in diesem am Marktplatz in Raschau befindlichen Schulgebäude eine Grundschule untergebracht. Ein zweites wurde 1973 in der Siedlung des Friedens und zwei Jahre später auf den Namen Paul-Blechschmidt-Oberschule getauft. Die daraus hervorgegangene Mittelschule Raschau wurde nach stetigem Rückgang der Schülerzahlen durch staatlichen Mitwirkungsentzug zum 31. Juli 2005 aufgelöst und steht seitdem leer.
Die beiden Schulgebäude in Markersbach stammen aus den Jahren 1862 und 1982. Die zehnklassige Thomas-Müntzer-Oberschule wurde 1992 in eine vierklassige Grundschule umgewandelt. Die Markersbacher Schüler besuchten fortan hauptsächlich die Oberschulen in Raschau und Scheibenberg, sowie die Gymnasien in Schwarzenberg und Schlettau. Die staatliche Grundschule wurde 2001 geschlossen. Allein die Jenaplanschule, eine staatlich anerkannte Grund- und Oberschule in freier Trägerschaft, hält den Schulbetrieb im Ort aufrecht.

## Persönlichkeiten

### Ehrenbürger von Markersbach
- 1933: Martin Mutschmann (1879–1947), NSDAP-Gauleiter und Reichsstatthalter

### Söhne und Töchter der Gemeinde
- Hans Heinrich von Elterlein (1624–1685), Unternehmer, Besitzer des Pfeilhammers in Kleinpöhla
- Johann Georg Reuschel (1636–1710), Schullehrer, Kantor in Markersbach und Komponist von Kurzmessen
- David Solbrig (1658–1730), evangelischer Theologe
- Philipp Weigel (1878–1948), Volkswirt, Heimatforscher und Mundartdichter (Ernst Emmler)
- Siegfried Gehlert (1925–2010), Generalleutnant des MfS
- Siegfried Röbert (1926–2013), Bauingenieur
- Gotthold Bley (* 1929), Rechtswissenschaftler an der Akademie für Staats- und Rechtswissenschaften der DDR
- Klaus Enderlein (1936–1995), Motorradrennfahrer
- Christa Decker (* 1951), Rennrodlerin
- Jürgen Escher (* 1951), ehemaliger Fußballspieler und -trainer von BSG Wismut Aue
- Hans-Heinrich Winkler (* 1954), Rennrodler
- Lutz Mahnke (* 1963), Bibliotheksdirektor

### Persönlichkeiten, die vor Ort gewirkt haben

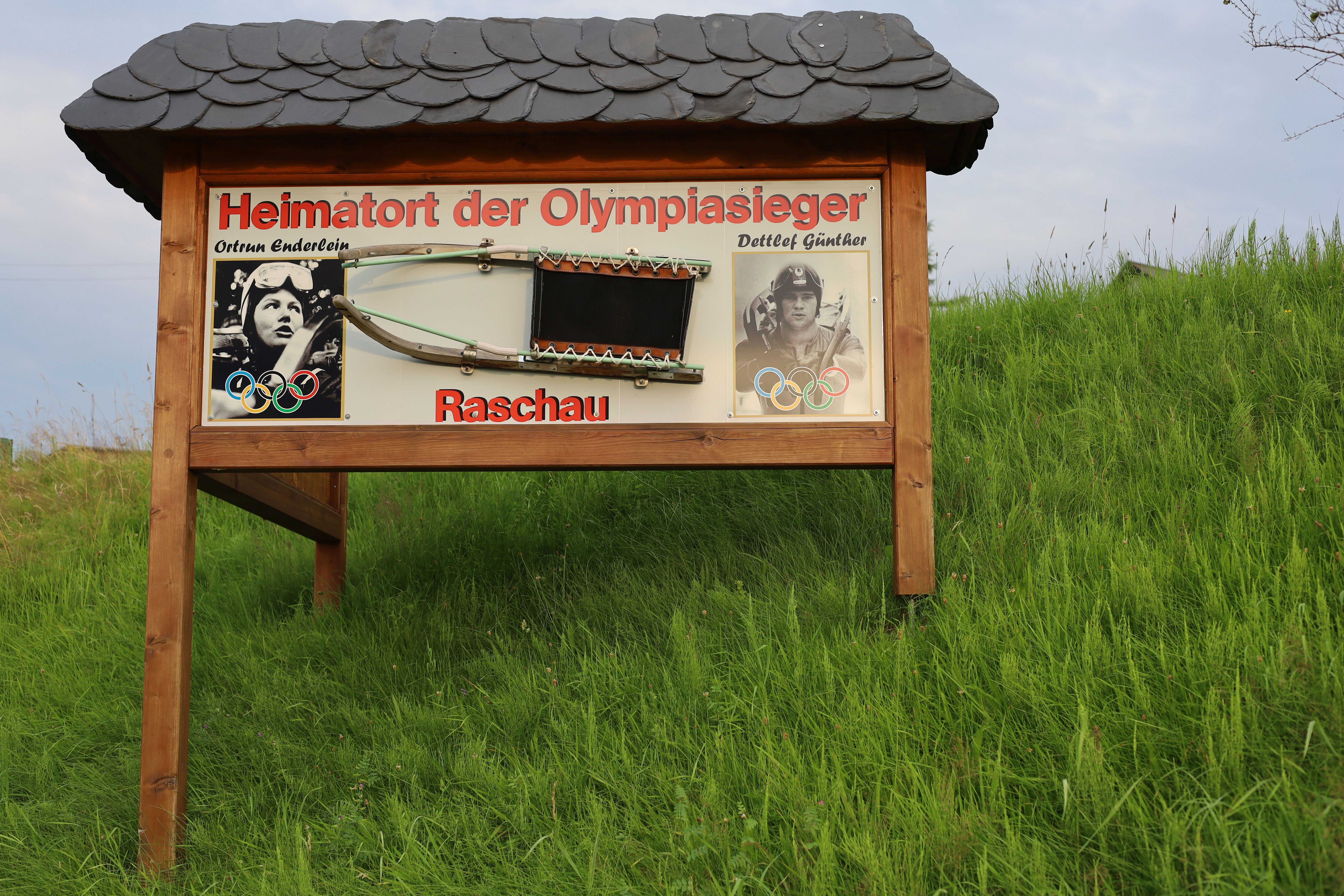
Gedenktafel der Olympiasieger aus Raschau-Markersbach

- Nikolaus Klinger (um 1551–1610), erzgebirgischer Hammerherr, Besitzer des Hammerwerks Förstel sowie kurzzeitig Pächter des Hammerwerks Obermittweida
- Enoch Pöckel (1578–1627), Hammerherr in Mittweida/Erzg., Ratsmitglied und Ratsbaumeister in Leipzig
- Rudolph von Schmertzing (1591–1646), kursächsischer Major und Kriegskommissar, Besitzer des Hammerwerks Förstel sowie kurzzeitig Pächter des Hammerwerks Obermittweida
- Johann Heinrich Conrad Querfurth (1747–1817), Besitzer des Förstels, Bürgermeister von Annaberg
- Adolph Lobegott Peck (1766–1801), Pfarrer und Schriftsteller, Sohn eines Raschauer Pfarrers
- Carl Gottlob Just (1771–1826), Pädagoge und Schulbuchautor (1800 bis 1824 Kantor in Markersbach)
- Karl Edler von Querfurth (1779–1845), Besitzer des Förstels und des Pöckelguts
- Carl Gotthilf Nestler (1789–1864), erzgebirgischer Hammerherr und Begründer der Firma Nestler & Breitfeld
- Claus Koepcke (1831–1911), Geheimer Finanzrat, leitete 1888–1889 den Bau des Markersbacher Viadukts
- Erich Meinhold (1908–2004), Arbeiterfotograf, lebte in Markersbach
- Rudolf Hagemann (1931–2025), Genetiker, wuchs in Raschau auf
- Reinhart Heppner (1931–2020), Geologe und Heimatforscher, lebte in Raschau
- Karl-Heinz Schmidt (1938–2016), Pfarrer (1969 bis 1984 in Markersbach) und Mundartautor
- Manfred Günther (1942–vermutlich 2005), Motorsportler, lebte in Markersbach
- Ortrun Enderlein (* 1943), zweifache Weltmeisterin und 1. Olympiasiegerin (1964) im Rennrodeln, lebt in Raschau
- Dettlef Günther (* 1954), Weltmeister und Olympiasieger (1976) im Rennrodeln, wuchs in Raschau auf
- Frank Eitemüller (* 1956), Fußballspieler, wuchs in Markersbach auf
- Iris Follak (* 1958), Politikerin (SPD), 1994–2002 MdB, lebte in Raschau
- Birte Weiß (* 1971), Fußballnationalspielerin, wuchs in Markersbach auf
- Christian Pentzold (* 1981), Kommunikations- und Medienwissenschaftler, wuchs in Markersbach auf